# Guacamayas (kommun)
Guacamayas är en kommun i Colombia.   Den ligger i departementet Boyacá, i den centrala delen av landet, 260 km nordost om huvudstaden Bogotá. Antalet invånare är 2 132. Arean är 60 kvadratkilometer.
Terrängen i Guacamayas är mycket bergig.